# 拉雅德
拉雅德（法語：Rageade，法語發音：[ʁaʒad]）是法国康塔尔省的一个市镇，位于该省东部，属于圣弗卢尔区。

## 地理
拉雅德（45°6'16"N, 3°16'37"E）面积12.59 平方千米，位于法国奥弗涅-罗讷-阿尔卑斯大区康塔爾省，该省份为法国中南部省份，位于法國中央高原中心，北起科雷兹省、上盧瓦爾省和多姆山省，西接洛特省和科雷兹省，南至阿韦龙省和洛特省，东临上盧瓦爾省和洛泽尔省。
与拉雅德接壤的市镇（或旧市镇、城区）包括：瑟卢、沙泽勒、拉斯蒂克、苏拉日、阿利、沙斯泰勒。

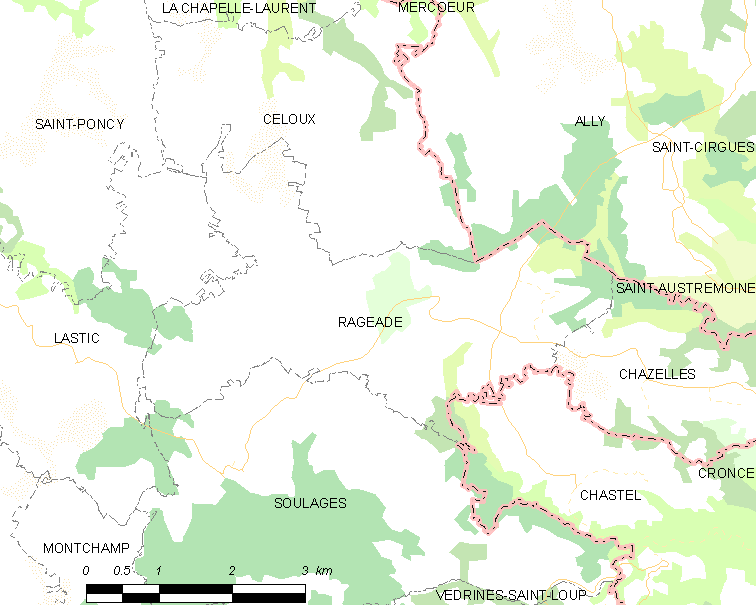
拉雅德的OSM定位图

拉雅德的时区为UTC+01:00、UTC+02:00（夏令时）。

## 行政
拉雅德的邮政编码为15500，INSEE市镇编码为15158。

## 政治
拉雅德所属的省级选区为特吕耶尔河畔讷韦格利斯县。

## 人口

1962-2008年间拉雅德人口变化图示

拉雅德于2022年1月1日时的人口数量为99人。